# Agapanthia osmanlis
Agapanthia osmanlis är en skalbaggsart som beskrevs av Reiche och Félicien Henry Caignart de Saulcy 1858. Agapanthia osmanlis ingår i släktet Agapanthia och familjen långhorningar. Inga underarter finns listade i Catalogue of Life.